# Makiko Esumi
Makiko Esumi (jap. 江角 マキコ Esumi Makiko; ur. 18 grudnia 1966 w Izumo) – była japońska aktorka i modelka.

## Życiorys
Esumi jeszcze w szkole zainteresowała się siatkówką i aktywnie w niej uczestniczyła. Po ukończeniu szkoły w 1985 roku dołączyła do Japan Tobacco Women's Volleyball Club (obecnie JT Marvelous w SV-League). Jednak z powodu kontuzji prawego barku przeszła na emeryturę w 1986 roku.
Za rolę w filmie „Maborosi” z 1995 roku Esumi otrzymała nagrodę dla debiutantki roku zarówno podczas gali Japońskiej Akademii Filmowej, jak i gali Błękitnej Wstęgi.
26 kwietnia 2000 roku wydała singel „ONE WAY DRIVE”.
W 2002 roku była nominowana do nagrody Japońskiej Akademii Filmowej dla najlepszej aktorki pierwszoplanowej za rolę w filmie „Inochi”.
W 2003 roku zaczęła pojawiać się w japońskich rządowych reklamach telewizyjnych i prasowych, zachęcając ludzi do płacenia składek emerytalnych, ale w 2004 roku wybuchł mały skandal z jej udziałem, kiedy doniesiono, że ona sama nie opłacała tych składek. Esumi sprostowała to, mówiąc, że nie płaciła składek, mimo że myślała, że je płaci. Po tym skandalu jej wizerunek został usunięty z reklam na polecenie Agencji Ubezpieczeń Społecznych.
W sierpniu 2014 roku tygodnik Bunshun doniósł, że pod koniec 2012 roku Esumi poinstruowała swojego byłego menedżera, aby wykonał graffiti, takie jak „głupi syn”, na zewnętrznej ścianie domu osobowości telewizyjnej Kazushige Nagashimy. Oboje dzieci uczęszczały do tego samego przedszkola, a incydent został przypisany ich pogarszającym się relacjom. Podczas przesłuchania przez Policję Metropolitalną, były menadżer, stwierdził, że nie otrzymał żadnych instrukcji i że zrobił to sam. Esumi także zaprzeczyła, że wydała takie polecenie, ale od tego czasu jej popularność gwałtownie spadła.
23 stycznia 2017 roku ogłosiła swoje odejście z show-biznesu za pośrednictwem swojego prawnika i zamknięcie swoje osobistego biura pod koniec tego samego miesiąca.

## Życie prywatne
Jej byłym mężem jest fotograf Rowland Kirishima, którego poślubiła w lutym 1996 roku i rozwiodła się po dziewięciu miesiącach wspólnego życia. Od 2003 roku jej mężem jest Shin Hirano, reżyser dram w Fuji TV.
Jej pierwsza córka urodziła się w lutym 2005 roku, a w lipcu 2009 roku ogłoszono, że jest w ciąży z drugim dzieckiem, które urodziła 30 listopada 2009 roku.
Przeszła na emeryturę w 2017 roku w wieku 50 lat, powołując się na chęć skoncentrowania się na swojej rodzinie, zwłaszcza na dzieciach, ale czasopisma donosiły, że podjęła decyzję po doniesieniach o romansie i separacji z drugim mężem, z którym mieszkała oddzielnie. Zaprzeczyła zarzutom i wyjaśniła, że jej towarzysz był współpracownikiem biznesowym.

## Filmografia

### Dramy
- Olympic Ransom (TV Asahi 2013)
- Shomuni 2013 (Fuji TV 2013)
- Alice in Liar Game (Fuji TV 2012)
- Bull Doctor (NTV 2011)
- Jigoku no Sata mo Yome Shidai (TBS 2007)
- Triple Kitchen (TBS 2006)
- Machiben (NHK 2006)
- Otouto (TV Asahi 2004)
- Sore wa, Totsuzen, Arashi no you ni... jako Ogawa Kozue (TBS 2004)

Marusa!! jako Tsuburaya Kanako (Fuji TV 2003)
- Ryuuten no Ouhi - Saigo no Koutei (TV Asahi, 2003)
- Shomuni SP 3 jako Tsuboi Chinatsu (Fuji TV 2003)
- Shomuni 3 jako Tsuboi Chinatsu (Fuji TV 2002)
- Love Revolution (Fuji TV 2001)
- Shomuni SP 2 jako Tsuboi Chinatsu (Fuji TV 2000)
- Shomuni 2 jako Tsuboi Chinatsu (Fuji TV 2000)
- Konya wa Eigyouchu (Fuji TV 1999)
- Dokushin Seikatsu (TBS 1999)
- Over Time (Fuji TV 1999)

Great Teacher Onizuka jako pielęgniarka (Fuji TV 1998)
- Shomuni SP jako Tsuboi Chinatsu (Fuji TV 1998)
- Shomuni jako Tsuboi Chinatsu (Fuji TV 1998)
- Koi no Katamichi Kippu (NTV 1997)
- Tsuki no Kagayaku Yoru Dakara (Fuji TV 1997)
- Konna Watashi ni Dare ga Shita (Fuji TV 1996)
- Glass no Kakeratachi (TBS 1996)
- Kagayake! Rintaro (TBS 1995)

### Filmy
- Liar Game: Reborn (2012)
- Mushishi (2007)
- Tsuribaka Nisshi 15: Hama-chan ni Asu wa Nai? (2004)
- Inochi (2002)
- Pistol Opera (2001)
- Koi wa Maiorita (1997)
- Maboroshi no Hikari (1995)